# P.1HH鎚頭無人機
比雅久 P.1HH鎚頭（義大利語：Piaggio Aerospace P.1HH HammerHead）是一款結合情報收集、監察及偵察 (ISR) 用途的中長程無人機。該機由意大利比雅久航空工業公司，基於同廠生產的P.180 前進商務飛機研發而成。故兩者的外型及氣動力佈局均為相似。而且P.1HH根據北約4761標準決議（STANAG 4671）設計，表示該機獲得有關機構批准後，便可以在其他北約成員國的領空內飛行。
P.1HH無人機系統由三部分組成，包括無人機平台、特有作戰系統及地面遙控控制台 (GCS) 。 

## 設計

### 氣動力外型
P.1HH鎚頭無人機承襲了同廠P.180 前進商務飛機的外型，採用三翼面 (前置翼、主翼及水平尾翼) 結構。兩者分別在於P.1HH的翼展較長及使用了可拆除主翼設計，方便該無人機以海陸空各方式運輸。
另外P.1HH體積大、低阻力機身提供了更多機內空間，足以容納所需要的通訊設備、感應器等裝置。

### 動力系統
P.1HH無人機與其他現役及研發中的無人機比較，採用了兩具普惠加拿大公司 PT6A-66B渦輪螺旋槳引擎作為動力來源。此舉目的是降低無人機引擎失控下而墜機之風險。PT6A-66B引擎所使用的氣動力及物料技術有助機體在有限體積下增加動力，而且可減少排放及延長維修週期。該引擎配合Hartzell 五葉低噪音螺旋槳，有助降低P.1HH飛行時所產生的噪音。

### 控制系統
P.1HH鎚頭無人機擁有先進載具控制及管理系統 (VCMS) ，配合飛行控制電腦 (FCC) 和伺服介面裝置 (SIU) 操控飛機翼面及機載儀器。地面控制台可透過空中資料鏈向該系統發出指令。系統內亦配備慣性感應器 (INS) 及探針收集位置、飛行高度及飛行數據。此外，該系統可控制無人機自動起飛及降落。 
同時無人機安裝了Selex ES SkyISTAR®作戰管理系統，負責記錄任務數據及影像，並確保所有感應器、數據、通訊及ISR功能正常運作。該系統有助無人機執行多種任務，例如邊境控制、大範圍監測及捍衛專屬經濟區等。另外SkyISTAR®採用開放式系統，方便日後系統整合及升級。 

### 偵搜系統
P.1HH採用美國FLIR系統製造的Star SAFIRE 380HD EO/IR光電偵搜系統，其組件面積為 15吋 x 18吋(38米 x 47.5米) ，重量約99磅 (45公斤) 。該系統可以在晝夜下以光學或紅外線鏡頭拍攝全高清及彩色影像，並自動嵌入地理數據及感應器資料。由於該系統整合了所有組件，故不需要任何外置組件或專屬接口。此外，其操作溫度介乎攝氏-40度至55度，故可以配合無人機本身全天候運作之特點，在惡劣氣候環境下執行任務。

## 發展
2013年2月14日，P.1HH試驗機首次發動引擎及進行跑道滑行測試。是次測試代表著P.1HH無人機計劃進入最後測試階段。 
2月18日，P.1HH鎚頭無人機模型首次在阿布達比國際防務展中亮相，亦是第一次向全球公開展示其原貌。
6月12日，先進載具控制及管理系統 (VCMS) 測試成功，展示該無人機能完全自主控制引擎運作及自動剎車系統。
6月18日，P.1HH模型在巴黎航空展亮相。
11月14日，由一架P.180前進二型商務飛機改裝而成的P.1HH試驗機，在意大利特拉帕尼空軍機地成功進行首次試飛。該機以110節 (203.7公里/小時) 起飛，繼而爬升至2,000英呎高空，以170節 (314.8公里/小時) 飛行，在地中海上空飛行約12分鐘。是次試飛測試了無人機的導航系統及各種模式下操控飛機的狀況。 
2014年12月，P.1HH首架原型機成功在特拉帕尼空軍機地進行首次試飛，邁向計劃成功的一步。此次試飛確定了該無人機的氣動力結構及控制系統。
2016年5月31日，一架P.1HH原型機 (註冊編號為CPX621) 試飛時在西西里島附近海域失事墜毀。當局相信該機自特拉帕尼機埸起飛後不久與地面控制台失去聯絡，在距離萊萬佐島北面4.3海里 (8公里) 海域墜毀。 

## 使用國
義大利
- 2015年2月，意大利與比雅久航空工業公司簽訂合約，決定訂購6架P.1HH偵察無人機及3座地面控制台。[15]預計第一架無人機將於2016年交付給意大利空軍。

 阿联酋
- 2016年3月，阿聯空軍與阿布扎比無人系統投資公司，簽訂總值€3.16億歐元合約，訂購8架P.1HH無人機。[16]阿聯成為該無人機第一個外銷客戶。

## 性能
資料來源︰Piaggio Aerospace 

### 基本規格
- 乘員：無人
- 長度：14.408米 (47.27英呎)
- 翼展：15.6米 (51.18英呎)
- 高度：3.98米 (13.05英呎)
- 翼面積：18平方米 (193.75平方英呎)
- 垂直尾翼面積︰3.834平方米 (41.27平方英呎)
- 水平尾翼面積︰4.731平方米 (50.92平方英呎)
- 前翼面積︰1.3平方米 (13.99平方英呎)
- 最大起飛重量： 6,146公斤 (13,550磅)
- 引擎︰2具普惠加拿大公司 PT6A-66B渦輪螺旋槳引擎，850匹馬力
- 螺旋槳︰Hartzell 五葉低噪音螺旋槳

### 性能
- 最高速度：395節 (731.5公里/小時)
- 巡航速度：320節 (592.6公里/小時)
- 最大航程：4,400海里 (8,150公里)
- 巡邏速度︰135節 (250公里/小時)
- 最長滯空時間︰16小時 (負重500磅)
- 滯空時間︰10.5小時 (負重500磅來回機地1,500公里)
- 實用升限：45,000英呎

### 儀器
- 作戰系統︰Selex ES SkyISTAR®
- 偵搜裝備︰FLIR EO/IR Star SAFIRE 380HD
- 雷達︰Seaspray 7300E 雷達

## 外部連結
- P.1HH鎚頭無人機官方網頁（页面存档备份，存于） （英文）
- Youtube - P.1HH鎚頭試驗機首次飛行片段 (2013年11月14日) （页面存档备份，存于）